# Бала Таун

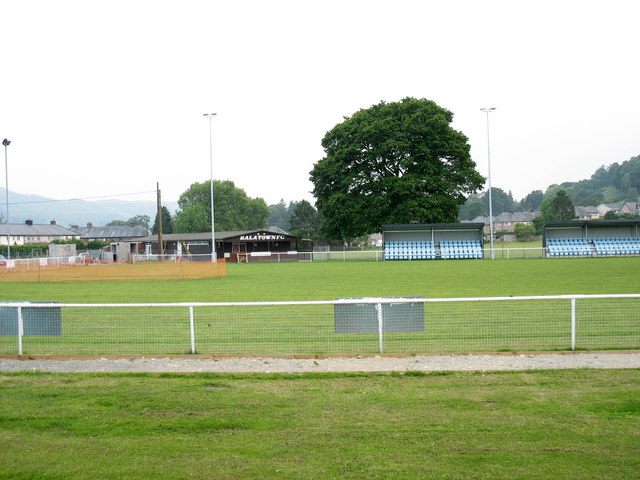
Домашний стадион клуба «Мэс Тегид»

«Бала Таун» (валл. Clwb Pêl-droed Y Bala) — валлийский футбольный клуб, представляющий город Бала, графство Гуинет. Основан в 1880 году. Домашние матчи проводит на стадионе «Мэс Тегид» общей вместимостью 3000 зрителей. Действующий участник чемпионата Уэльса по футболу.

## История клуба
Первые упоминания о футбольном клубе в городе Бала графства Гуинет приходятся на 1880 год, этот год и принято считать официальной датой основания клуба «Бала Таун». Однако впервые в местных футбольных соревнованиях команда начала выступать ещё в сезоне 1877/78, когда в финале турнира команда уступила клубу «Корвен» во второй переигровке.
Домашние матчи команда проводила на побережье местного озера Бала.
По состоянию на конец XIX века город располагал двумя футбольными командами: «Bala North End» и «Bala South End» (рус. «Бала Север» и «Бала Юг»), представлявшие две части города.
В 1897 году произошло объединение двух клубов. Новая команда получила название «Bala Thursday's» (рус. «Бала Четверг»), так как свои матчи команда проводила по четвергам.
В 1900 году на основе «Bala Thursday's» возникла новая команда, получившая название «Bala Press» (рус. «Бала Пресс»). За короткий срок времени команда стала одним из ведущих клубов в Северном Уэльсе, завоевав несколько трофеев, разыгрываемых среди местных любительских команд, в частности, кубок города Долгеллоу и лигу «Cambrian Coast».
В 1921 году клуб дебютировал в Национальной лиге, третьем по значимости дивизионе чемпионата.
Домашние матчи команды проводились на стадионе «Кастл Парк» в городе Керфилл, изначально предназначенном для игры в национальный вид спорта Уэльса крикет.
В начале 1950-х годов «Бала Таун» переехал на арену «Мэс Тегид», расположенную в родном городе клуба. Вернувшись к родным пенатам, команда так и осталась выступать на стадионе «Мэс Тегид», на котором проводит домашние матчи и по сей день. 
Примерно в это же время клуб начал выступление в Лиге «Рексем» национального дивизиона (третий по значимости дивизион чемпионата Уэльса).
Достоверных сведений о том, когда именно клуб стал именоваться «Бала Таун» нет, но предположительно это случилось в 1968 году, когда команда впервые стала чемпионом своей лиги.
В последующие годы команда неизменно принимала участие в местных региональных соревнованиях, которые в то время входили в систему клубного английского футбола, как и многие другие любительские коллективы Соединённого Королевства.
В конце 1980-х годов у клуба возникли серьёзные финансовые проблемы, которые грозили команде снятием с чемпионата Национальной лиги. Несмотря на трудности, «Бала Таун» смог провести один из лучших сезонов в турнире, второй раз в истории став чемпионом своей лиги по итогам сезона 1989/90. Будучи одним из сильнейших клубов Национальной лиги Уэльса (третий дивизион), тем не менее, в связи с финансовыми проблемами команда не смогла войти в новообразованную Премьер Лигу, куда должны были войти все лучшие клубы чемпионата.
В сезоне 1997/98 команда снова выиграла чемпионат Первого дивизиона Национальной лиги и поднялась на ступень выше.
Проведя в общей сложности шесть в высшем дивизионе Национальной лиги, «Бала Таун» выиграл турнир в сезоне 2003/04 и впервые в истории вышел в лигу «Камри Альянс», второй по значимости дивизион валлийского чемпионата.
Примечателен факт, что выхода во второй дивизион валлийского футбола команде пришлось ждать более ста лет, всё это время являясь бессменным участником футбольных региональных лиг Уэльса.
Первый сезон в лиге «Камри Альянс» команда провела весьма неплохо для дебютанта турнира: набрав 60 очков, клуб занял четвёртое место, пропустив вперёд команды «Ллангефни Таун», «Глэнтрич» и чемпиона лиги клуб «Бакли Таун» из одноимённого города.
В сезоне 2005/06 «Бала Таун» выступил неудачно. Команда заняла лишь седьмое место по итогам турнира.
Сезон 2006/07 сложился для клуба более удачно: набрав 70 очков, команда заняла второе место в лиге, всего на два балла отстав от лидера «Ллангефни Таун». Задача выхода в элиту была отложена как минимум на год.
Тем не менее, следующий сезон в «Камри Альянс» для команды опять не сложился. И хоть команда снова заняла вторую строчку, итоговый 15-очковый отрыв от чемпиона лиги клуба «Престатин Таун» оказался слишком велик.
Наконец, в сезоне 2008/09 «Бала Таун» выиграл дивизион «Камри Альянс», на пятый год пребывания в турнире. Команда набрала 75 очков по итогам сезона, на три бала опередив ближайшего преследователя клуб «Холихед Хотспур» из одноимённого города.
В 2009 году «Бала Таун» впервые в своей истории поднялся в Премьер лигу, высший дивизион чемпионата Уэльса.
Дебют в Премьер лиге вышел вполне приемлемым для новичка турнира. Команда сохранила прописку в лиге, заняв итоговое 11 место. Отрыв от клуба «Коннах Квей», покинувшего первенство, составил четыре очка. 
В феврале 2010 года футболист клуба Рики Эванс был признан игроком месяца.
В сезоне 2010/11 дела у команды не заладились. В турнире из 12 команд «Бала Таун» занял предпоследнее 11 место, опередив лишь аутсайдера лиги клуб «Хаверфордвест Каунти», покинувшего Премьер лигу по итогам первенства. По регламенту турнира «Бала Таун» должен был также покинуть лигу вслед за «Хаверфордвест Каунти», однако действующему победителю дивизиона «Камри Альянс» клубу «Коннах Квей» было отказано в предоставлении соответствующей лицензии Федерацией футбола Уэльса. В связи с этим обстоятельством «Бала Таун» сохранил прописку в элитном дивизионе.
Сезон 2011/12 команда провела значительно лучше, усвоив уроки прошлого сезона, когда лишь по счастливой случайности команда не покинула элиту. Заняв пятую строчку в регулярном сезоне, команда впервые попала в плей-офф лиги за право выступить в еврокубках. В 1/2 плей-офф «Бала Таун» обыграл шестую команду лиги «Престатин Таун» 2:1. Оба мяча на счету форвардов клуба Яна Шеридана и Ли Ханта. 19 мая 2012 года состоялся финал плей-офф, в котором команда уступила «Лланелли Таун» со счётом 1:2. Первый гол у соперника оформил Рис Гриффитс, лучший бомбардир Премьер лиги шести сезонов кряду. Единственный мяч в составе «Бала Таун» забил Ли Хант. Хант и Шеридан разделят между собой четвёртую строчку в списке бомбардиров чемпионата, оформив 14 голов за сезон.
Не достигнув желаемого результата, уже в следующем сезоне «Бала Таун» добьётся заветной цели и выйдет в еврокубки. Заняв лишь седьмое место по итогам регулярного сезона, команда не смогла пробиться в чемпионскую пульку. Тем не менее, благодаря регламенту турнира, клуб всё равно смог побороться за еврокубковую путёвку, стартовав с 1/4 плей-офф. Обыграв восьмую команду турнира «Коннах Квей» 1:0, в полуфинале «Бала Таун» уверенно одолел «Бангор Сити» со счётом 4:2 (дубль на счету Яна Шеридана) и вновь вышел в финал, где его ожидал клуб «Порт Тэлбот». 18 мая 2013 года «Бала Таун», наконец, смог выиграть финальный матч, и со второй попытки пробился в Лигу Европы. Гол защитника Джона Ирвинга на 89-й минуте матча в итоге стал решающим и принёс «Бала Таун» заветную путёвку в еврокубки. Скромную валлийскую команду, большую часть своей истории проведшую в низших дивизионах чемпионата Уэльса, ожидал дебют на международной арене.
Форвард клуба Ли Хант с 18 забитыми мячами второй год подряд стал лучшим бомбардиром команды.
Сезон 2013/14 вышел провальным для клуба. Команда не смогла квалифицироваться даже в плей-офф чемпионата, заняв восьмую строчку по итогам сезона.
Английский нападающий Марк Коннолли стал лучшим бомбардиром команды в сезоне, заняв третью строчку в списке лучших бомбардиров лиги.
Неудачный сезон помог клубу провести серьёзную работу над ошибками, и уже в новом сезоне 2014/15 «Бала Таун» смог подняться на второе место в турнирной таблице, впервые в истории став серебряным призёром первенства. Команда уступила лишь бессменному чемпиону последних лет и безоговорочному фавориту лиги клубу «ТНС». 26 апреля 2015 года в рамках последнего тура первенства на домашнем стадионе «Мэс Тегид» команда сыграла вничью с чемпионом лиги «ТНС» 1:1 (гол на счету Шеридана), что позволило опередить клуб «Эйрбас» из Бротона на один балл.
Нападающий Ли Хант вновь стал лучшим бомбардиром команды, оформив 17 забитых мячей за сезон. Четвёртую строчку в списке лучших снайперов лиги игрок разделит с новозеландским форвардом «ТНС» Григом Драпером.
В сезоне 2015/16 команда повторит успех предыдущего сезона, снова став вице-чемпионом лиги. На сей раз итоговое преимущество над дебютантом турнира клубом «Лландудно» из одноимённого города, сенсационно ставшего бронзовым призёром чемпионата, составило пять очков. Команда потерпела лишь пять поражений, всего на одно больше, чем у чемпиона «ТНС», что стало лучшим результатом клуба в Премьер лиге.
Выступление на международной арене также заслуживает уважение, несмотря на тот факт, что команда ни разу не проходила раунд квалификации.
В сезоне 2013/14 «Бала Таун» впервые принял участие в еврокубковом турнире. В рамках первого отборочного раунда Лиги Европы команда встретилась с эстонским клубом Левадия из Таллина, имевшего на тот момент большой еврокубковый опыт. 2 июля 2013 года состоялся первый матч команды в еврокубках. Валлийцы не стушевались перед искушённым соперником и одержали сенсационную победу со счётом 1:0. Победный гол в самом начале встречи провёл английский форвард клуба Ян Шеридан. Тем не менее, удержать хрупкое преимущество валлийцы не сумели и уступили эстонцам в гостях 1:3. Хет-трик нападающего хозяев Римо Хунта вывел его команду в следующий раунд.
Второе выступление команды в еврокубках в сезоне 2015/16 также оказалось весьма драматичным. В рамках всё того же первого раунда квалификации в соперники «Бала Таун» достался клуб из чемпионата Люксембурга, также имевший за плечами солидный опыт еврокубковых встреч – «Дифферданж 03». Гостевое фиаско со счётом 1:3 оставляло немного шансов на итоговый успех. 9 июля 2015 года состоялась ответная встреча. Голы североирландца Конэлла Мёртега и старожила команды англичанина Иэна Шеридана на 83-й минуте резко изменили ход противостояния в пользу хозяев. Теперь уже итоговое преимущество было на стороне валлийцев за счёт гола, забитого на чужом поле. Однако удивительный «комбэк» у команды не получился: на самой последней минуте встречи форвард гостей Эр Рафик точным ударом нокаутировал голкипера хозяев и принёс его клубу итоговую победу – 4:3.
Домашние матчи в еврокубках команда проводила на стадионе «Белль Вю» в городе Риле, поскольку собственная арена клуба «Мэс Тегид» не соответствует необходимым требованиям УЕФА, предъявляемых к стадионам для участия под эгидой ассоциации.
В 2007 году на домашней арене клуба «Мэс Тегид» была проведена реконструкция: на стадионе было впервые установлено искусственное освещение, на трибунах увеличилось число сидячих мест, а вокруг арены организована парковка.

## Достижения клуба
- Премьер Лига
  - Вице-чемпион (3): 2014/15, 2015/16, 2021/22
  - Бронзовый призёр (1): 2016/17

- Камри Альянс
  - Чемпион (1): 2008/09
  - Второе место (2): 2006/07, 2007/08

- Национальная лига
  - Чемпион (1): 2003/04

- Кубок Уэльса
  - Победитель (1): 2016/17

- Кубок валлийской лиги
  - Финалист (2): 2013/14, 2014/15

- Кубок Камри Альянс
  - Победитель (4): 2004/05, 2006/07, 2007/08, 2008/09
  - Финалист (1): 2005/06

## Статистика выступлений с 2004 года
| Сезон   | Ранг | Турнир       | Место | И  | В  | Н  | П  | ГЗ | ГП | РГ  | Очки | Кубок       | Исход |
| ------- | ---- | ------------ | ----- | -- | -- | -- | -- | -- | -- | --- | ---- | ----------- | ----- |
| 2004/05 | 2    | Камри Альянс | 4     | 34 | 18 | 6  | 10 | 60 | 41 | +19 | 60   | 1/4 финала  |       |
| 2005/06 | 2    | Камри Альянс | 7     | 34 | 14 | 9  | 11 | 63 | 52 | +11 | 51   | 1/8 финала  |       |
| 2006/07 | 2    | Камри Альянс | 2     | 34 | 21 | 7  | 6  | 80 | 31 | +49 | 70   | 3-й раунд   |       |
| 2007/08 | 2    | Камри Альянс | 2     | 32 | 19 | 4  | 9  | 42 | 29 | +13 | 61   | 2-й раунд   |       |
| 2008/09 | 2    | Камри Альянс | 1     | 32 | 23 | 6  | 3  | 81 | 23 | +58 | 75   | 2-й раунд   |       |
| 2009/10 | 1    | Премьер лига | 11    | 34 | 12 | 9  | 13 | 39 | 47 | -8  | 45   | 1/2 финала  |       |
| 2010/11 | 1    | Премьер лига | 11    | 32 | 10 | 3  | 19 | 41 | 57 | -16 | 33   | 1/8 финала  |       |
| 2011/12 | 1    | Премьер лига | 5     | 32 | 14 | 7  | 11 | 48 | 41 | +7  | 49   | 1/2 финала  |       |
| 2012/13 | 1    | Премьер лига | 7     | 32 | 17 | 5  | 10 | 62 | 41 | +21 | 56   | 1/8 финала  |       |
| 2013/14 | 1    | Премьер лига | 8     | 32 | 13 | 6  | 13 | 61 | 45 | +16 | 45   | 1/2 финала  |       |
| 2014/15 | 1    | Премьер лига | 2     | 32 | 18 | 5  | 9  | 67 | 42 | +25 | 59   | 1/8 финала  |       |
| 2015/16 | 1    | Премьер лига | 2     | 32 | 15 | 12 | 5  | 48 | 27 | +21 | 57   | 1/4 финала  |       |
| 2016/17 | 1    | Премьер лига | 3     | 32 | 16 | 9  | 7  | 61 | 46 | +15 | 57   | Победитель  |       |
| 2017/18 | 1    | Премьер лига | 4     | 32 | 15 | 4  | 13 | 37 | 48 | -11 | 49   | 1/16 финала |       |
| 2018/19 | 1    | Премьер лига | -     | -  | -  | -  | -  | -  | -  | -   | -    | –           |       |

## Выступления в еврокубках
| Сезон   | Турнир                | Раунд                   | Соперник      | Дома | В гостях | Общий счёт |  |
| ------- | --------------------- | ----------------------- | ------------- | ---- | -------- | ---------- |  |
| 2013/14 | Лига Европы УЕФА      | Первый отборочный раунд | Левадия       | 1:0  | 1:3      | 2:3        |  |
| 2015/16 | Лига Европы УЕФА      | Первый отборочный раунд | Дифферданж 03 | 2:1  | 1:3      | 3:4        |  |
| 2016/17 | Лига Европы УЕФА      | Первый отборочный раунд | АИК           | 0:2  | 0:2      | 0:4        |  |
| 2017/18 | Лига Европы УЕФА      | Первый отборочный раунд | Вадуц         | 1:2  | 0:3      | 1:5        |  |
| 2020/21 | Лига Европы УЕФА      | Первый отборочный раунд | Валлетта      | -    | 1:0      | 1:0        |  |
| 2020/21 | Лига Европы УЕФА      | Второй отборочный раунд | Стандард      | -    | 0:2      | 0:2        |  |
| 2021/22 | Лига конференций УЕФА | Первый отборочный раунд | Ларн          | 0:1  |          |            |  |